# 6 př. n. l.

## Události
- Tiberius poslán nejprve do Arménie a posléze na odpočinek na Rhodos.

## Narození
- Ježíš Kristus, křesťanský spasitel – jedno z předpokládaných dat

## Hlavy států
- Římské impérium – Augustus (27 př. n. l. – 14)
- Parthská říše – Fraatés IV. (38 – 2 př. n. l.)
- Čína – Čcheng-ti, Aj-ti (dynastie Západní Chan)